# Henriette Weiße
Henriette Weiße (auch Weisse, Weise), geb. Schicht (1793 in Leipzig – 3. Oktober 1831 ebenda) war eine Sängerin und Salonière in Leipzig.

## Leben
Henriette Weiße war eine Tochter der Sängerin Constanza Alessandra Oktavia Valdesturia und des Gewandhauskapellmeisters Johann Gottfried Schicht. Sie wurde von ihren Eltern ausgebildet und war außerdem Mitglied der Leipziger Singakademie. Von 1807 bis 1810 war sie die erste Sängerin am Leipziger Gewandhaus, trat aber auch in kirchlichen Konzerten auf.
Sie heiratete am 16. Mai 1813 den Hamburger Kaufmann Carl Friedrich Weiße, Gründer der Leipziger Feuerversicherung und bei Bernhard Romberg ausgebildeter Cellist, und veranstaltete in ihrem Haus musikalische Gesellschaften, die eine bedeutende Rolle in der privaten Musikpflege Leipzigs spielten. U. a. Felix Mendelssohn Bartholdy war dort zu Gast.
Henriette Weiße verstarb 1831 unerwartet an Masern.